# 4325 Guest
4325 Guest eller 1982 HL är en asteroid i huvudbältet som upptäcktes den 18 april 1982 av den amerikanske astronomen Edward L.G. Bowell vid Anderson Mesa Station. Den är uppkallad efter John E. Guest.
Asteroiden har en diameter på ungefär 9 kilometer och den tillhör asteroidgruppen Merxia.